# IPFilter
是一个开源的软件项目，可以为类Unix操作系统提供防火墙和网络地址转换（NAT）服务。
IPFilter目前仍在一些Unix類作業系統中使用，例如illumos、NetBSD、FreeBSD。

## 目的
- 阻擋不安全的IP数据包。
- 標記安全的IP数据包。
- 標記可疑的IP数据包。
- 实现原則型路由。
- 提供網絡地址轉換。

## 格式
IPFilter的配置檔案名稱通常為 /etc/ipf.rules，是一個純文字檔案，但內容僅可使用英文、阿拉伯數字、半形標點符號。
其中的规则由 [block/pass]，[out/in]，[log] [quick] [on 網路介面]，[proto tcp/udp...]，[from 來源IP地址 to 目的IP地址] 等多個項目依序構成，分別以空格為分界。
- IP地址可使用 any 或点分十进制數字，以32位地址表示區段或單一主機，區段由小于32的前缀长度指定。
- 前缀长度僅可使用十进制數字，範圍由0到32。

### 範例
```
block in quick on em0 from 10.0.0.4/24 to any
```

（阻擋來源為10.0.0.4的進入封包）
```
pass out all
```

（出去封包皆不阻擋）